# The Paragons
The Paragons va ser un grup vocal de música ska i rocksteady format a Kingston a la dècada del 1960. La seva cançó més coneguda és «The Tide Is High», escrita per John Holt.

## Història
The Paragons eren originàriament Garth «Tyrone» Evans, el compositor Bob Andy, Junior Menz i Leroy Stamp. El 1964, Stamp va ser substituït pel cantant i compositor John Holt, i Howard Barrett va substituir Menz.
En els seus inicis, The Paragons utilitzaven les harmonies vocals dels grups jamaicans de principis dels anys 1960. A partir de 1964, van gravar amb el segell discogràfic Treasure Isle, i el productor discogràfic Duke Reid, cançons com «Memories by the Score», «On the Beach», «Only a Smile» i «Wear You to the Ball», que van ser posteriorment versionades per UB40, Horace Andy, Dennis Brown, Massive Attack i altres artistes. Els enregistraments de The Paragons es troben entre els moments més destacats de la música popular jamaicana. «The Tide Is High» va encapçalar les llistes d'èxits musicals del Regne Unit i dels EUA per mitjà de Blondie el 1980 i per Atomic Kitten el 2002.
John Holt va marxar per a continuar una exitosa carrera en solitari el 1970. Després de la marxa de Holt, el grup va gravar breument amb la cantant Roslyn Sweat com a Roslyn Sweat & The Paragons. Garth Evans, enregistrant com a Tyrone Evans o Don Evans, també va gaudir d'una carrera en solitari encara que menys notable, fent diversos enregistraments amb The Paragons i després que el grup es dissolgués. Evans va morir l'any 2000 i Holt l'octubre de 2014. Bob Andy va morir el 2020.

## Discografia

### Àlbums d'estudi
- On the Beach (1967)
- With Roslyn Sweat (1974)
- The Paragons (1981)
- Now (1981)
- Positive Movements (1982)
- Heaven & Earth (1996)
- The Paragons Sing the Beatles and Bob Dylan (1998)
- The Legendary Paragons (2000)
- Yellowman meets the Paragons (2002)
- The Paragons Return